# Hård (adelsätt)
För personer med efternamnet Hård eller Hårdh, se Hård (efternamn). För de båda obetitlade adelsätterna, se Hård af Segerstad och Hård af Torestorp
Hård var en svensk grevlig ätt.

## Historia
Hård var en månghövdad svensk frälsesläkt som härstammar från Småland, känd sedan 1490 genom Olof Pedersson (troligen död 1501) till Böjeryd i Gryteryds socken.
Hans söner, väpnarna Peder Hård och Bengt Hård, vilka upptog släktnamnet efter moderns släkt, delade släkten i två grenar, Segerstads- respektive Torestorpsgrenarna.
Peder Hård af Segerstads sjätte ättling, generalmajoren av kavalleriet och kaptenlöjtnanten vid Livdrabantkåren sedermera generalen av kavalleriet och riksrådet Carl Gustaf Hård (1674–1774), Året efter slaget i Poltava 1709 där han tjänstgjorde som livvakt samt ingick i en elitgrupp och vart svårt sårad upphöjdes han i friherrlig värdighet den 10 september, år 1710 av konung Karl XII. Han introducerades 1719 med namnet Hård under nummer 121.
Han upphöjdes vidare i grevlig värdighet den 16 juni 1731 i Stockholm av Fredrik I, och introducerades samma år den 19 juni med samma namn under nummer 78, varvid den friherrliga ätten utgick.
Den grevliga ätten utgick på spinnsidan den 27 april 1894, medan den siste manlige medlemmen utflyttade till USA 1895. Ett flertal försök har tidigare gjorts för att spåra honom, men inte gett några resultat.

## Vapen beskrivning
Friherrevapnet som blivit övermålat med det grevliga vapnet består av en sköld fördelad i fyra fält med ett utböjt kors. Sköldmärket är ett rött oxhuvud. Fältet högst upp på dexter sidan och längst ner på sinister sidan består av ett lejon som håller en rund sköld med den romerska siffran XII. De kvarstående två fälten innehåller en man till häst hållande en värja i sin vänstra hand, över axeln fladdrar en gehäng i vinden med knutna ändar. Dessa illustrationer återspeglar det stöd Carl Gustaf Hård givit till Karl XII under Poltava. I grevevapnet har två fält av silver lagt till i mitten av skölden. Fälten har sannolikt beskrivits på ett sätt som kan återges som lika stora som de fyra övriga fälten, även om de sedan ändå kom att återges som mindre än de andra fälten. Ett liknande fall är greveätten von Düben som fastställdes samma dag. Det första nya fältet på dexter sidan består av bokstaven F med en krönt krona efter Fredrik I och fälten på sinister sidan består av en röd riksrådshatt.
Stamhjälmprydnaden är ett rött huvud mellan två vesselhorn likt de tidigare grenarna. Den övriga hjälmprydnaden är en oval sköld mellan två fanor. Fanan på dexter består av en lilja vilket är en förkortning för det kungliga franska liljevapnet och är en koppling den tiden i yngre år som Carl Gustaf tjänstgjorde i den franska armén. Den andra fanan på sinister sidan med en halvmåne syftar på hans tid i Bender i Osmanska riket, nuvarande Tighina i Moldavien. I det grevliga vapnet har ett uppstigande lejon som i den högra ramen håller ett krönt F lagt till. Sköldhållare är två tillbakaseende lejon som står på ett postament.

Sköldmärke.